# Fünf-Seen-Kaserne
Die Fünf-Seen-Kaserne war eine Kaserne der Bundeswehr in Plön, in der seit 1958 hauptsächlich Pioniereinheiten der 6. Panzergrenadierdivision untergebracht waren. Die Namensgebung der Kaserne nahm Bezug auf die Holsteinische Schweiz und die in ihrer Nähe befindlichen fünf Seen (Dieksee, Langensee, Kleiner Ukleisee, Behler See, Höftsee und Edebergsee). Sie selbst lag zwischen dem Suhrer See, Großer und Kleiner Madebrökensee im Plöner Ortsteil Stadtheide. Sie umfasste etwa 38 Hektar. Im Zuge der zivilen Konversion der Flächen wurden die Kasernenanlagen abgebrochen. Es entstand ein Wohngebiet.

## Bau und Nutzungsgeschichte
Die Militarisierung der Nationalsozialisten im Deutschen Reich ab 1933 führte auch in Plön zum Bau der Kaserne „Ruhleben“ für die Marine-Unteroffizier-Lehr-Abteilung, die am 31. März 1938 ihrer Bestimmung übergeben wurde. Noch im selben Jahr begannen Planung und Bau einer zweiten Marinekaserne am Ostrand von Plön, die eine Marine-Kraftfahr-Lehr-Abteilung aufnehmen sollte. Bis zum Ausbruch des Zweiten Weltkrieges am 1. September 1939 waren bereits Straßen im Kasernengelände angelegt und die Gebäude befanden sich bis in Höhe des Erdgeschosses bereits im Rohbau. Doch die Arbeiten wurden damit eingestellt und stattdessen eine Barackensiedlung bis Juni 1941 als „Lager Stadtheide“ errichtet. Im Juni 1941 bezog die Marinegasschutz- und Nebelschule die Anlage. Diese Ausbildungseinrichtung unterstand bis zum Kriegsbeginn der Torpedoinspektion und danach bis 1941 der Artillerieinspektion in Kiel. Ihr folgte ab Februar 1944 die Marinegasschutz- und Luftschutzinspektion, die im April 1943 in Berlin-Charlottenburg aufgestellt worden war. Im März 1945 wurde diese Einheit nach Moltkestein (Rendsburg) verlegt. Am 22. April 1945 kam das Oberkommando der Kriegsmarine und mit ihm Großadmiral Karl Dönitz in das „Lager Stadtheide“. Zwischen dem 22. und 26. April 1945 verlegte das Marinesturmbataillon 1 (Wachbataillon Dönitz), das Anfang April 1945 in Schwerin aufgestellt worden war, ebenfalls in das Lager. Am 30. April 1945 wurden Karl Dönitz die Ämter des Reichspräsidenten und des Oberbefehlshabers der Wehrmacht durch das politische Testament Adolf Hitlers übertragen. In den Abendstunden des 2. Mai 1945 verlegte Dönitz sein Hauptquartier von Plön nach Flensburg-Mürwik in den dortigen Sonderbereich. Am 7. Mai 1945 wurde das „Lager Stadtheide“ der 4. britischen Panzerbrigade übergeben. Vom selben Tage an bis zum 30. März 1958 wurde die Anlage sodann als Flüchtlingslager genutzt. 1947 und 1948 folgten Bauarbeiten zur Vollendung von Gebäuden, die bis zum Kriegsausbruch nur bis zum Erdgeschoss hergestellt worden waren. Zwischen 1948 und 1956 wurden die fertiggestellten Häuser in Teilen als Geschäftsräume und Warenlager für einen Schilderhersteller, eine Kohlenhandlung und eine Gemischtwarenhandlung zivil genutzt. Mit dem Aufbau der Bundeswehr begannen 1956 die Errichtung eines Kammergebäudes, eines Stabsgebäudes und eines Kompaniegebäudes. Am 30. März 1958 erfolgte die feierliche Übergabe der Kaserne an die Bundeswehr.
Das am 15. Juli 1956 in der Kaserne auf der Freiheit in Schleswig aufgestellte Panzerpionierbataillon 3, das zunächst als Divisionstruppenteil der 3. Panzerdivision vorgesehen war, wurde am 1. März 1958 in Pionierbataillon 6 umbenannt und der 6. Panzergrenadierdivision unterstellt. Das Bataillon bestand zunächst aus einem Stabszug, vier Pionierkompanien und einer Versorgungskompanie. Ihm war die Schwimmbrückenkompanie 733 zugeordnet. Am 30. März 1958 zog es in seinen neuen Standort Plön in die Kaserne im Ortsteil Stadtheide ein.
Zum 1. März 1959 erfolgte mit Einnahme der Heeresstruktur 2 eine Umgliederung des Pionierbataillons 6: aus der 4. Kompanie wurde in Flensburg die Panzerpionierkompanie 160 und aus der 3. Kompanie die Panzerpionierkompanie 180 in Plön aufgestellt. Es handelte sich dabei um Einheiten der Brigaden der 6. Panzergrenadierdivision (Panzergrenadierbrigade 16 und Panzerbrigade 18). Aus der Schwimmbrückenkompanie 733 wurde die neue 4. Kompanie, während die Versorgungskompanie die 5. (Versorgungs-)Kompanie nunmehr bildete. Aus dem Stabszug entstand die 1. (Stabs-)Kompanie. Die bisherige 1. und 2. Kompanie wurden in 2. und 3. Kompanie umbenannt. Am 1. Juli 1959 schlug in der Kaserne die Geburtsstunde der ABC-Abwehrkompanie 6, die nach der Nomenklatur der 6. Panzergrenadierdivision zugeordnet war.
Ab 1959 befand sich in der Kaserne zudem das Feldjägerwachkommando Plön, das 1963 in Feldjägerdienstkommando Plön umbenannt wurde und bis 1979 bestand.
Am 1. Oktober 1961 wurde in der Kaserne die Ausbildungskompanie 12/6 aufgestellt.
Die Panzerpionierkompanie 180 der Panzerbrigade 18 wurde am 20. Dezember 1962 nach Eutin in die Rettberg-Kaserne verlegt, wo sie bis zum 10. November 1969 einquartiert war und sodann in die Rantzau-Kaserne in Boostedt kam. Schließlich zog sie im Januar 1973 in die Trave-Kaserne nach Lübeck und verblieb dort bis zu ihrer Auflösung am 31. März 1993.
1963 wurden in der Kaserne die ABC-Abwehrzüge 160, 170 und 180 der drei Brigaden der 6. Panzergrenadierdivision aufgestellt.
Aus der ABC-Abwehrkompanie 6 wurde am 1. Juli 1965 die ABC-Abwehrkompanie 61, die als Geräteeinheit in der Kaserne zunächst verblieb. Am 1. Februar 1966 kam der ABC-Abwehrzug 180 nach Eutin. Dort wurde er mit Befehl vom 18. Oktober 1968 zur ABC-Abwehrkompanie 180 erweitert. Am 1. April 1971 folgte die Umbenennung in ABC-Abwehrkompanie 6 und zum 1. April 1972 die Verlegung nach Albersdorf in die Dithmarsen-Kaserne. Dort wurde die Kompanie zum 31. März 1993 schließlich aufgelöst.
Zum 1. Mai 1967 folgte eine weitere Umgliederung des Bataillons: die 1. und Teile der 5. Kompanie wurden zur 1. (Stabs- und Versorgungs-)Kompanie umstrukturiert. Aus der bisherigen 4. Kompanie wurde die 5. (Amphibische) Pionierkompanie. Aus Teilen der 5. (Versorgungs-)Kompanie wurde die 6. (Pioniermaschinen-)Kompanie aufgestellt. Die Ausbildungskompanie 12/6 wurde am 1. Oktober 1968 aufgelöst und zur 4. Kompanie als Geräteeinheit umgegliedert. Am 19. Dezember 1969 erfolgte die Verlegung der Ausbildungskompanie 17/6 von Putlos nach Plön.
Zum 1. April 1971 wurde im Zuge der Einnahme der Heeresstruktur 3 der Pionierspezialsperrzug 600 in der Kaserne aufgestellt. Zugleich wurden die beiden verbliebenen Brigade-ABC-Abwehrzüge 160 und 170 sowie die bereits am 1. März 1971 in die Dithmarsen-Kaserne in Albersdorf verlegte ABC-Abwehrkompanie 61 für die dortige Aufstellung des teilaktiven ABC-Abwehrbataillons 610 herangezogen und aufgelöst. Das ABC-Abwehrbataillon 610 (teilaktiv) bestand in Albersdorf bis zu seiner Auflösung zum 31. Dezember 2007.
Aus der 5./Pionierbataillon 6 wurde am 1. Juli 1971 die Amphibische Pionierkompanie 601 gebildet. Die Ausbildungskompanie 17/6 und die bisherige als Geräteeinheit geführte 4. Kompanie gingen in der neuen 4. Kompanie des Pionierbataillons 6 auf. Die 6. (Pioniermaschinen-)Kompanie wurde zur 5. (Pioniermaschinen-/Geräte-)Kompanie umgegliedert.
Am 1. April 1978 entstand der Pionierbohrzug 600. Zugleich wurde der Pionierspezialsperrzug 600 zur Pionierspezialsperrkompanie 600 erweitert. Zum 1. April 1980 erfolgte die Umbenennung der Amphibischen Pionierkompanie 601 in Amphibische Pionierkompanie 600.
Vom 1. Januar 1982 bis 30. Juni 1996 war im Mobilmachungsstützpunkt der Kaserne die Infrastruktur- und Bauinstandsetzungsgruppe 7114 als Geräteeinheit eingelagert.
In den 1980er Jahren war in der Fünf-Seen-Kaserne der Panzerpionierausbildungszug 8/6 und der Wallmeistertrupp 114/2 stationiert.
Die Fahrschulgruppe Plön tat ab 1. Januar 1986 in der Fünf-Seen-Kaserne ihren Dienst. Ebenfalls zum 1. Januar 1986 wurde aus dem Personal der bisherigen Pionierspezialsperrkompanie 600 und dem Material der Pionierkompanie 510, die zunächst als Geräteeinheit der Heimatschutzbrigade 51 in der Eider-Kaserne in Rendsburg am 1. April 1981 gebildet worden war, in der Kaserne die aktive Pionierkompanie 510.
Die Amphibische Pionierkompanie 601 wurde schließlich zum 31. März 1993 aufgelöst.
Die Pionierkompanie 510 wurde am 1. Oktober 1992 der Panzerbrigade 18 unterstellt und zum 1. April 1993 zur Panzerpionierkompanie 510 umgegliedert. Im August 1996 verlegte die Kompanie von Plön nach Kellinghusen in die Liliencron-Kaserne. Zum 31. März 2007 erfolgte nach der Stationierungsentscheidung 2004 die Auflösung.
Die infolge des Endes des Kalten Krieges und der Deutschen Wiedervereinigung durchgeführte Verringerung der Bundeswehr brachte auch die Auflösung des Pionierbataillons 6 zum 31. Dezember 1996 mit sich.
Zur medizinischen Versorgung war in der Fünf-Seen-Kaserne der Sanitätsbereich 11/22 zwischen dem 1. Juli 1972 und dem 31. Dezember 1996 mit Material ausgestattet und der Truppenarzt Plön vom 1. April 1984 bis 30. April 1995 hier eingesetzt. Die Zahnstation (Terr) H 429 bestand ab 1. Juli 1973 und wurde zum 1. April 1981 in die Zahnarztgruppe 405/1 umgegliedert, die schließlich zum 31. Dezember 1998 aufgelöst wurde.
Der Kasernenfeldwebel Plön war vom 1. April 1981 bis zum 31. Dezember 1996 in der Fünf-Seen-Kaserne tätig.
Der Standort verfügte über einen Standortübungsplatz mit ca. 70 Hektar Gesamtfläche, auf dem die Standortmunitionsniederlage 114/1 zwischen dem 1. Januar 1971 und dem 31. März 1998 eingerichtet war. Zudem bestand das Feste Fernmeldezentrum der Bundeswehr 120/121 vom 1. April 1988 bis 30. November 1994, die Fernmeldedienstgruppe 120/12 vom 1. April 1981 bis 30. September 1994, der Fernmelderevisionsdiensttrupp 120/121 vom 1. Januar 1971 bis zum 30. November 1994 und der Fernmelderevisionsinstandhaltungstrupp 120/121 vom 1. Juli 1980 bis zum 30. November 1994.
Ab dem 1. Dezember 1957 war in unmittelbarer Nähe der Kaserne im Plöner Ortsteil Stadtheide zudem die Standortverwaltung Plön eingerichtet, die seit dem 1. Januar 2007 als Bundeswehr-Dienstleistungszentrum Plön bis heute hier besteht. Seit 1. April 2012 unterstützt zudem die Lion Hellmann Bundeswehr-Bekleidungsgesellschaft mit der Servicestation Plön die Bundeswehr am Standort.
Die Fünf-Seen-Kaserne wurde zum 31. Dezember 1996 geschlossen.

## Konversion

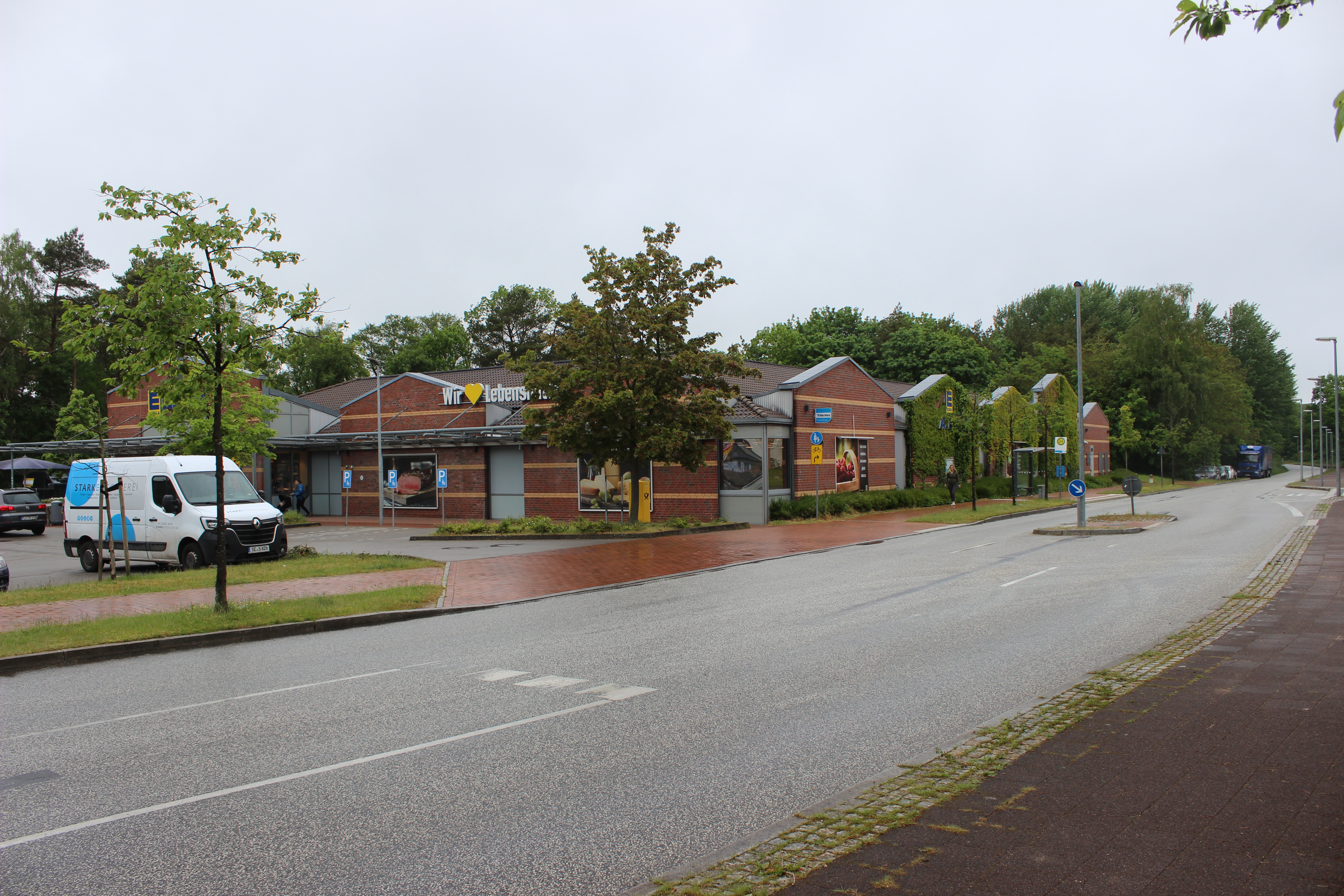
Einkaufsmarkt nach Konversion der Fünf-Seen Kaserne Plön

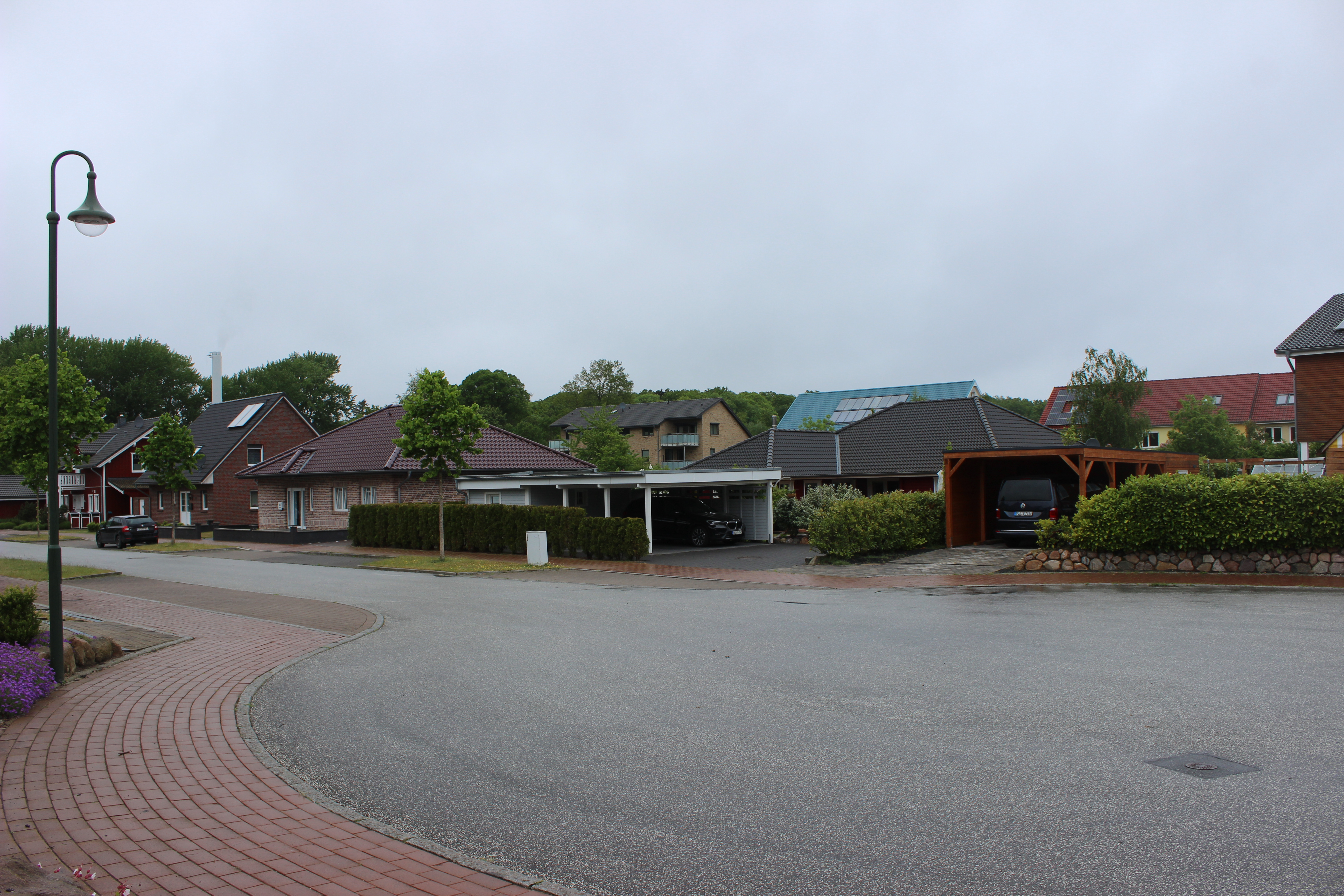
Wohngebiet nach Konversion der Fünf-Seen-Kaserne Plön

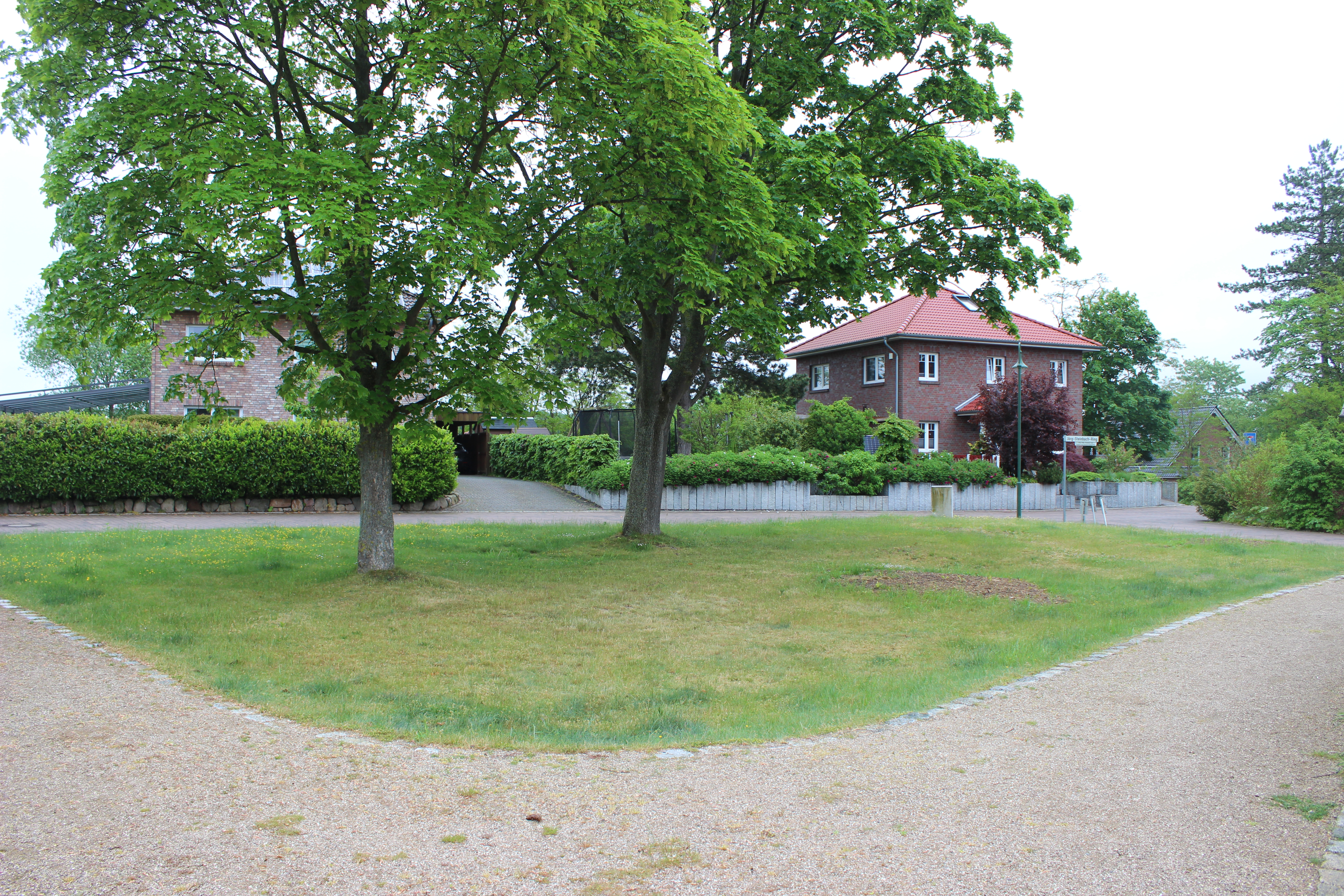
Grünflächen im Wohngebiet nach Konversion der Fünf-Seen-Kaserne Plön

Nach Aufgabe der Kasernenanlage durch die Bundeswehr erwarb die Landesentwicklungsgesellschaft Schleswig-Holstein 1999 das Gesamtareal mit einer Fläche von 108 Hektar. Die Stadt Plön ließ einen städtebaulichen Rahmenplan für das Gelände erstellen, der durch den Stadtrat am 22. Juni 2000 beschlossen wurde. Dieser Plan beschränkte sich im Wesentlichen auf das 38 Hektar große Gebiet der ehemaligen Fünf-Seen-Kaserne. Im nördlichen Teil sah er ein allgemeines bzw. reines Wohngebiet vor. Das südlich anschließende Gelände sollte einen Mischgebietscharakter erhalten, in dem Sonderwohnflächen für ein Seniorenpflegeheim, Dienstleistungsbetriebe und Freizeiteinrichtungen geschaffen werden sollten. Dabei war daran gedacht, den markanten fächerförmigen Komplex aus mehreren Unterkunftsgebäuden zu erhalten. Das Kasino hingegen war bereits abgebrochen worden. Der Standortsportplatz wurde in eine städtische Nutzung überführt. In seinem Umfeld waren Flächen für Tagungen, Schulungen oder Beherbergungsgewerbe vorgesehen. Des Weiteren sollten Grundstücke für Wohnbebauung auch im südlichen Bereich zur Verfügung stehen.
Mit Beschluss vom 14. Dezember 1999 wurde zunächst für den nördlichen Teil des ehemaligen Kasernengeländes der Bebauungsplan Nr. 50 der Stadt Plön durch die Ratsversammlung aufgestellt. Bereits am 19. Juli 2000 wurde der Entwurf des Bebauungsplans mit Begründung beschlossen und zur Auslegung bestimmt. Am 13. Dezember 2000 erfolgte schließlich der Satzungsbeschluss. Der Bebauungsplan legte allgemeine bzw. reine Wohngebiete mit Einfamilienhäusern, Doppelhäusern und Reihenhäusern für insgesamt etwa 400 Einwohner sowie entsprechender Erschließung durch Straßenzüge und Stichstraßen fest. Südlich sollte ein zentraler Grünzug das Gebiet abgrenzen, während das Ufer zum Suhrer See ebenfalls unbebaut belassen wurde. Von der bisherigen Bebauung, die aus Instandsetzungshallen, Werkstätten, Unterkunfts- und Lagergebäuden, dem Mobilmachungsstützpunkt sowie einer Sporthalle bestand, war im Geltungsbereich des Bebauungsplans kein Fortbestand vorgesehen. Auf der ehemaligen Standortschießanlage sollte ein Kinderspielplatz entstehen.
Ebenfalls am 14. Dezember 1999 erging durch die Ratsversammlung der Aufstellungsbeschluss für den Bebauungsplan Nr. 51 „Versorgungsbereich des neuen Stadtteils Stadtheide“ der Stadt Plön für einen westlich der Fünf-Seen-Allee gelegenen Teil der ehemaligen Kaserne. Der Geltungsbereich des Bebauungsplans umfasst etwa 1,2 Hektar Fläche. Es war ein Sondergebiet für großflächigen Einzelhandel für den Bau von zwei Verbrauchermärkten mit insgesamt bis zu 2400 Quadratmeter Verkaufsfläche und Stellplätze für Personenkraftwagen vorgesehen. Hierfür war eine Änderung des Flächennutzungsplans der Stadt Plön erforderlich. Aufgestellt wurde diese mit Beschluss vom 19. Juli 2000. Sie erfasste eine Fläche von 2,3 Hektarn und sah neben dem Sonderbaugebiet für den Einzelhandel noch 1,09 Hektar Wald- und 0,93 Hektar Biotopflächen vor. Nach der Auslegung ab Ende August 2000 wurde die Änderung zunächst am 13. Dezember 2000 durch die Ratsversammlung beschlossen. Allerdings genehmigte das Land den Plan nur mit Nebenbestimmungen, die durch einen weiteren Beschluss des Rates der Stadt Plön am 14. Juni 2001 erfüllt wurden. Der Entwurf des Bebauungsplans Nr. 51 wurde ab Ende Januar 2001 ausgelegt und schließlich am 28. März 2001 durch die Ratsversammlung verabschiedet. In der Umsetzung dieser Planung wurden zwei Einkaufsmärkte errichtet, die im Juni 2002 geöffnet wurden. Doch 2016 verließ einer der beiden Betreiber den Standort, so dass ein Markt leer stand. 2019 wurde dann der verbleibende Verbrauchermarkt erweitert. In den leerstehenden Komplex zog eine Filiale der Post ein.
Als nächstes Projekt wurde die Errichtung eines neuen Finanzamtes verfolgt und die Aufstellung des Bebauungsplans Nr. 54 der Stadt Plön durch die Ratsversammlung beschlossen. Damit verbunden war eine Änderung des Flächennutzungsplans der Stadt, die durch Ratsbeschluss vom 19. September 2001 aufgestellt werden sollte. Nach der Auslegung ab Ende Dezember 2001 wurde die 71. Änderung des Flächennutzungsplans am 12. Februar 2002 beschlossen und vom Land am 31. Mai 2002 genehmigt. Vorgesehen war demnach die Ausweisung einer Fläche im südwestlichen Teil der ehemaligen Fünf-Seen-Kaserne im Bereich des Fächerbaus als Mischgebiet zur Unterbringung des Finanzamtes sowie weitere Grünflächen, auf denen auch ein Park mit Gedenkstein an die Kaserne und Stationierung der Bundeswehr erinnern sollte. Während der Fortbestand des Fächerbaus nicht mehr vorgesehen war, weil keine wirtschaftliche Folgenutzung umsetzbar erschien, sollten ein Sanitätsgebäude und ein Kasino der Kaserne erhalten sowie eine Wohnnutzung zugeführt werden. Insgesamt umfasste das Areal 1,33 Hektar, das sich in 1,07 Hektar gemischte Bauflächen und 0,26 Hektar Grünflächen unterteilte. 2003 wurde das Finanzamt fertiggestellt. Auch ein Gedenkstein an die Plöner Pioniere und die Fünf-Seen-Kaserne wurde aufgestellt.
Auf einer nördlich an das Finanzamt angrenzenden Fläche wurde sodann mit der Planung eines Sondergebietes für ein Pflegeheim begonnen. Am 9. Oktober 2002 fasste die Ratsversammlung den Aufstellungsbeschluss für den Vorhabenbezogenen Bebauungsplan Nr. 55 der Stadt Plön. Zugleich wurde beschlossen, die 76. Änderung des Flächennutzungsplans der Stadt zu erstellen. Die Entwürfe beider Pläne lagen ab Mitte Februar 2003 aus. Am 15. April 2003 wurden beide Pläne durch den Stadtrat beschlossen. Beabsichtigt war die Errichtung eines Pflegeheims mit etwa 150 Plätzen auf 6 Stationen, einer Großküche mit Speiseraum und einer öffentlich zugänglichen Cafeteria. Ziel war es auch, durch die Ansiedlung Arbeitsplätze zu schaffen. Die Gesamtfläche des Gebietes umfasst 0,92 Hektar, von denen 0,81 Hektar für das Pflegeheim vorgesehen wurden und der Rest auf Grünflächen entfällt. 2004 wurde das Pflegeheim mit 154 Plätzen seiner Bestimmung übergeben.
Am 22. Mai 2002 leitete die Ratsversammlung mit den Aufstellungsbeschlüssen für den Bebauungsplan Nr. 52 und für die 73. Änderung des Flächennutzungsplans die Verfahren zur Überplanung des südlichen Teils der ehemaligen Fünf-Seen-Kaserne ein. Wesentliches Ziel war die Erweiterung von Flächen für das Wohnen, die Erschließung des 14 Hektar großen Areals durch Straßen und andere Infrastruktur sowie der Erhalt der Sportstätten, die die Bundeswehr einst errichtet hatte. Im Ergebnis wurden überwiegend allgemeine Wohngebiete, kleinere Mischgebietsflächen um das Pflegeheim sowie die des Finanzamtes und ein Sportplatz mit Umkleide- und Vereinsräumen vorgesehen. Zwei Feldwebel-Häuser sollten als Wohngebäude erhalten bleiben. Die Auslegung der Pläne erfolgte ab Ende Juli 2007. Am 12. September 2007 wurden die Pläne von der Ratsversammlung beschlossen.